# Ryan Jones (Eishockeyspieler)
Ryan Jones (* 14. Juni 1984 in Chatham, Ontario) ist ein ehemaliger kanadischer Eishockeyspieler, der im Verlauf seiner aktiven Karriere zwischen 2004 und 2019 unter anderem 334 Spiele für die Nashville Predators und Edmonton Oilers in der National Hockey League auf der Position des linken Flügelstürmers bestritten hat. Darüber hinaus absolvierte er 259 Partien für die Kölner Haie in der Deutschen Eishockey Liga. Er ist der Cousin des Stanley-Cup-Gewinners John Tonelli.

## Karriere

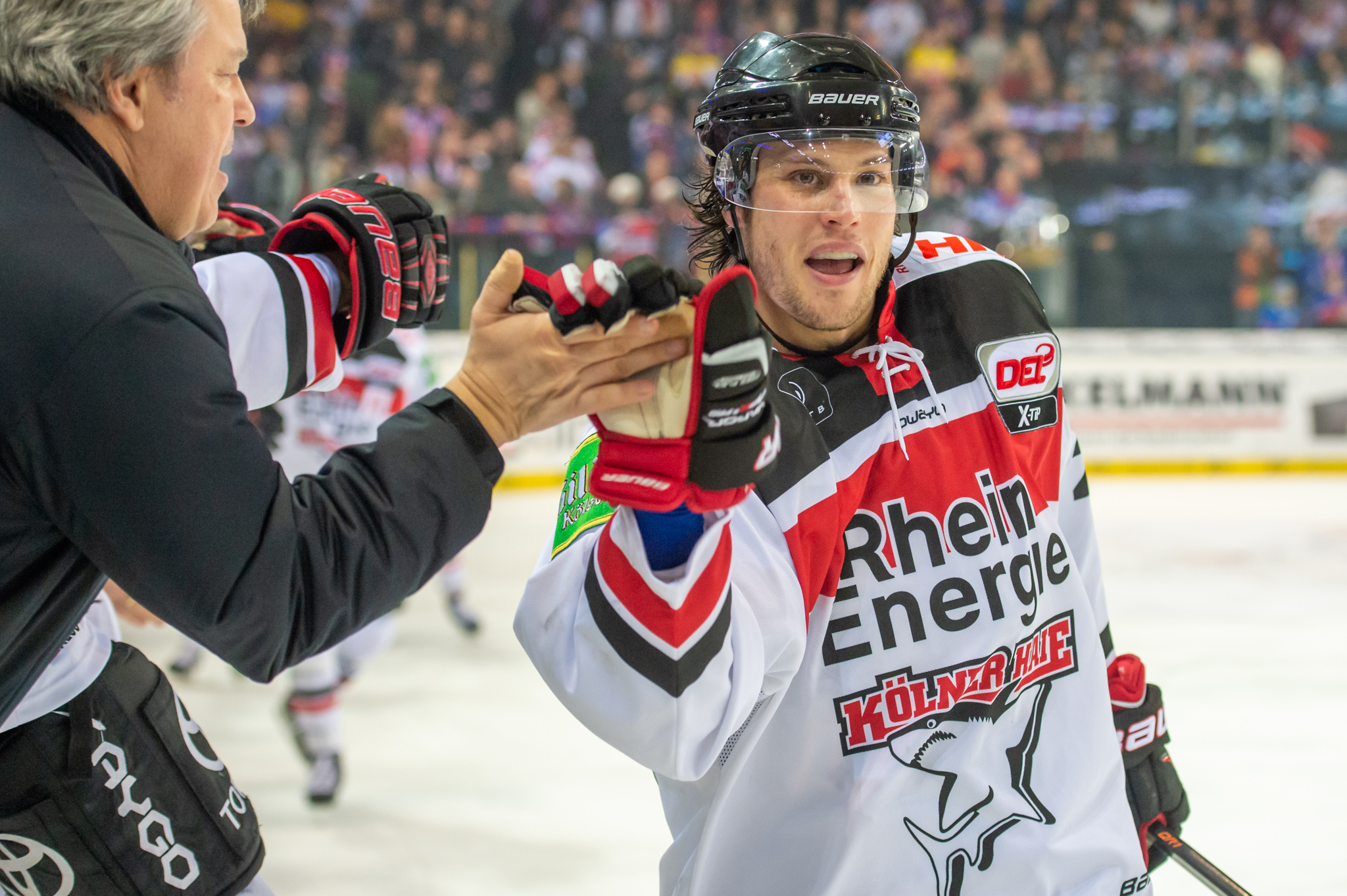
Jones im Trikot der Kölner Haie (2014)

Ryan Jones wurde während des NHL Entry Draft 2004 in der vierten Runde als insgesamt 111. Spieler von den Minnesota Wild ausgewählt. Anschließend spielte er vier Jahre lang für die Eishockeymannschaft der Miami University. Gegen Ende der Saison 2007/08 gab Jones sein Debüt im professionellen Eishockey, als er in je vier Spielen der regulären Saison und der Playoffs für das Farmteam Minnesotas, die Houston Aeros aus der American Hockey League, auflief. In den Playoffs erzielte er ein Tor und einen Assist.
Am 1. Juli 2008 wurde der Kanadier zusammen mit einem Zweitrunden-Wahlrecht im NHL Entry Draft 2009 im Tausch für Marek Židlický an die Nashville Predators abgegeben. Die Saison 2008/09 begann der Angreifer zunächst im Kader von deren AHL-Farmteam, den Milwaukee Admirals, allerdings wurde er im Laufe der Saison in den NHL-Kader Predators berufen. Sein erstes Tor in der National Hockey League erzielte Jones am 15. Oktober 2008 gegen die Dallas Stars.
Die Nashville Predators setzten ihn am 3. März 2010 auf die Waiverliste, von der Jones von den Edmonton Oilers übernommen wurde. In den ersten beiden Spielzeiten für die Oilers kam Jones auf 58 Punkte (35 Tore, 23 Vorlagen). Am 31. Dezember 2012 wurde er durch einen Puck am Auge verletzt, was teilweise als Ursache für seine geringeren Punktzahlen (13 Punkte – 4 Tore) in den kommenden beiden Spielzeiten gesehen wurde. Den Beginn der Saison 2013/14 begann er beim damaligen AHL-Farmteam der Oilers – den Oklahoma City Barons – wurde aber nach 4 Spielen wieder ins NHL-Team berufen.
Obwohl er für die Spielzeit 2014/15 wieder ein Engagement in der NHL suchte und deshalb auch in Nordamerika bleiben wollte, wechselte er nach einem auslaufenden Probevertrag beim AHL-Team der Vancouver Canucks, nach Europa und spielt seit November 2014 in der DEL für die Kölner Haie. Am Ende der Spielzeit wurde sein Vertrag um weitere zwei Jahre verlängert, obwohl nach der für die Haie enttäuschende Saison 2014/15 ein Umbruch insbesondere bei den ausländischen Kontingentspielern vollzogen wurde.
Im April 2019 beendete er seine Karriere.

## Erfolge und Auszeichnungen
| - 2006 Mason-Cup-Gewinn mit der Miami University - 2006 CCHA Second All-Star Team - 2007 CCHA Second All-Star Team | - 2008 CCHA First All-Star Team - 2008 NCAA West First All-American Team |

## Karrierestatistik
(Legende zur Spielerstatistik: Sp oder GP = absolvierte Spiele; T oder G = erzielte Tore; V oder A = erzielte Assists; Pkt oder Pts = erzielte Scorerpunkte; SM oder PIM = erhaltene Strafminuten; +/− = Plus/Minus-Bilanz; PP = erzielte Überzahltore; SH = erzielte Unterzahltore; GW = erzielte Siegtore; 1 Play-downs/Relegation; Kursiv: Statistik nicht vollständig)